# Sorbets (Gers)
Pour les articles homonymes, voir Sorbets.
Sorbets est une commune française située dans l'ouest du département du Gers en région Occitanie. Sur le plan historique et culturel, la commune est dans le Bas-Armagnac, ou Armagnac noir, un pays s'inscrivant entre les vallées de l'Auzoue, la Gélise, la Douze et du Midou.
Exposée à un climat océanique altéré, elle est drainée par la Midouze, le ruisseau de Vielcapet et par divers autres petits cours d'eau. La commune possède un patrimoine naturel remarquable composé d'une zone naturelle d'intérêt écologique, faunistique et floristique.
Sorbets est une commune rurale qui compte 201 habitants en 2022.  Elle fait partie de l'aire d'attraction de Nogaro. Ses habitants sont appelés les Sorbetziens ou  Sorbetziennes.

## Géographie

### Localisation
Sorbets est une commune située en Armagnac, assez proche (au nord) de l'Adour et aussi de la frontière du comté d'Armagnac avec le Béarn.

### Communes limitrophes
Les communes limitrophes sont Arblade-le-Haut, Bétous, Bouzon-Gellenave, Fustérouau, Saint-Martin-d'Armagnac, Sarragachies, Sion, Termes-d'Armagnac et Urgosse.
| Arblade-le-Haut         | Urgosse           | Sion                         |
| Saint-Martin-d'Armagnac | Sorbets           | Bétous                       |
| Sarragachies            | Termes-d'Armagnac | Bouzon-Gellenave, Fustérouau |

### Géologie et relief
Sorbets se situe en zone de sismicité 2 (sismicité faible).

### Hydrographie

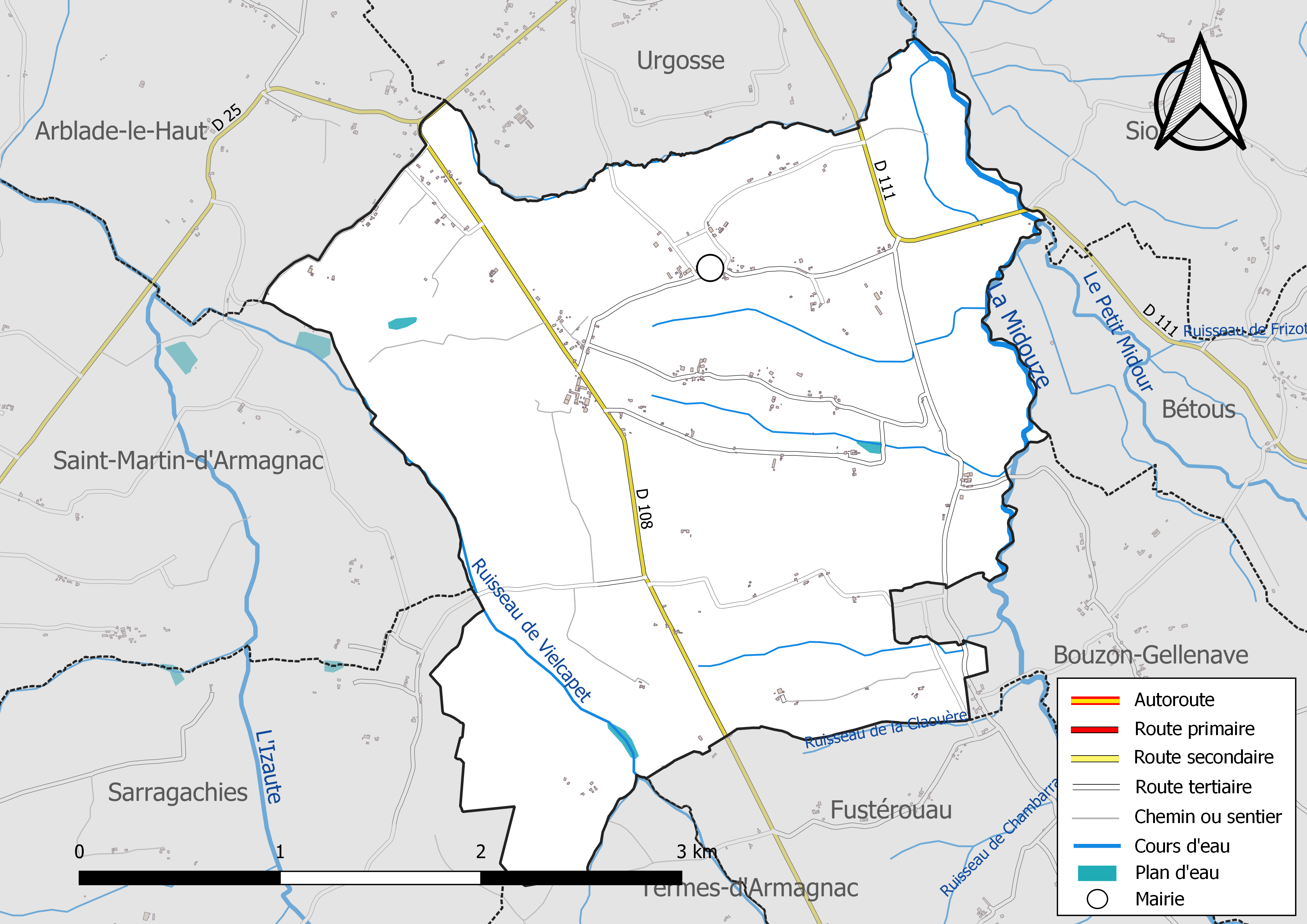
Réseaux hydrographique et routier de Sorbets.

La commune est dans le bassin de l'Adour, au sein du bassin hydrographique Adour-Garonne. Elle est drainée par la Midouze et le ruisseau de Vielcapet, et par divers petits cours d'eau, qui constituent un réseau hydrographique de 12 km de longueur totale,.
La Midouze, d'une longueur totale de 151,5 km, prend sa source dans la commune d'Armous-et-Cau et s'écoule du sud-est vers le nord-ouest puis vers l'ouest. Elle traverse la commune et se jette dans l'Adour à Vicq-d'Auribat, après avoir traversé 46 communes.

### Climat
Pour des articles plus généraux, voir Climat de l'Occitanie et Climat du Gers.
En 2010, le climat de la commune est de type climat du Bassin du Sud-Ouest, selon une étude s'appuyant sur une série de données couvrant la période 1971-2000. En 2020, Météo-France publie une typologie des climats de la France métropolitaine dans laquelle la commune est exposée à un climat océanique altéré et est dans la région climatique Aquitaine, Gascogne, caractérisée par une pluviométrie abondante au printemps, modérée en automne, un faible ensoleillement au printemps, un été chaud (19,5 °C), des vents faibles, des brouillards fréquents en automne et en hiver et des orages fréquents en été (15 à 20 jours).
Pour la période 1971-2000, la température annuelle moyenne est de 13,7 °C, avec une amplitude thermique annuelle de 15 °C. Le cumul annuel moyen de précipitations est de 928 mm, avec 10,7 jours de précipitations en janvier et 6,9 jours en juillet. Pour la période 1991-2020, la température moyenne annuelle observée sur la station météorologique la plus proche, située sur la commune de Maumusson-Laguian à 14 km à vol d'oiseau, est de 14,1 °C et le cumul annuel moyen de précipitations est de 1 021,5 mm,. Pour l'avenir, les paramètres climatiques de la commune estimés pour 2050 selon différents scénarios d'émission de gaz à effet de serre sont consultables sur un site dédié publié par Météo-France en novembre 2022.

### Milieux naturels et biodiversité

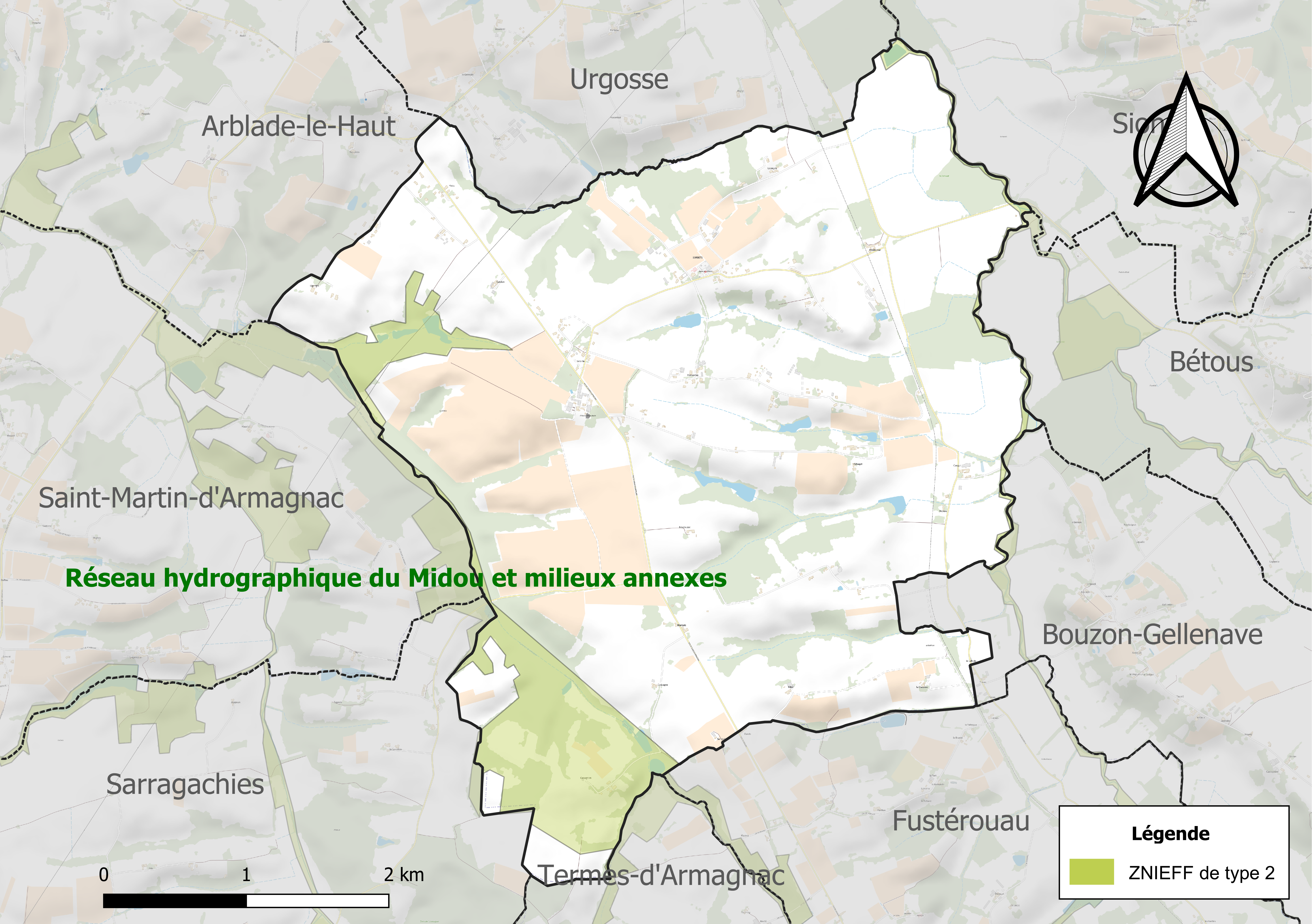
Carte de la ZNIEFF de type 2 localisée sur la commune.

L’inventaire des zones naturelles d'intérêt écologique, faunistique et floristique (ZNIEFF) a pour objectif de réaliser une couverture des zones les plus intéressantes sur le plan écologique, essentiellement dans la perspective d’améliorer la connaissance du patrimoine naturel national et de fournir aux différents décideurs un outil d’aide à la prise en compte de l’environnement dans l’aménagement du territoire.
Une ZNIEFF de type 2 est recensée sur la commune :
le « réseau hydrographique du Midou et milieux annexes » (6 344 ha), couvrant 43 communes dont 37 dans le Gers et six dans les Landes.

## Urbanisme

### Typologie
Au 1er janvier 2024, Sorbets est catégorisée commune rurale à habitat très dispersé, selon la nouvelle grille communale de densité à sept niveaux définie par l'Insee en 2022.
Elle est située hors unité urbaine. Par ailleurs la commune fait partie de l'aire d'attraction de Nogaro, dont elle est une commune de la couronne,. Cette aire, qui regroupe 18 communes, est catégorisée dans les aires de moins de 50 000 habitants,.

### Occupation des sols
L'occupation des sols de la commune, telle qu'elle ressort de la base de données européenne d’occupation biophysique des sols Corine Land Cover (CLC), est marquée par l'importance des territoires agricoles (84,2 % en 2018), une proportion sensiblement équivalente à celle de 1990 (84,6 %). La répartition détaillée en 2018 est la suivante : 
terres arables (53,2 %), forêts (15,8 %), cultures permanentes (15,5 %), zones agricoles hétérogènes (8,6 %), prairies (6,9 %). L'évolution de l’occupation des sols de la commune et de ses infrastructures peut être observée sur les différentes représentations cartographiques du territoire : la carte de Cassini (XVIIIe siècle), la carte d'état-major (1820-1866) et les cartes ou photos aériennes de l'IGN pour la période actuelle (1950 à aujourd'hui).

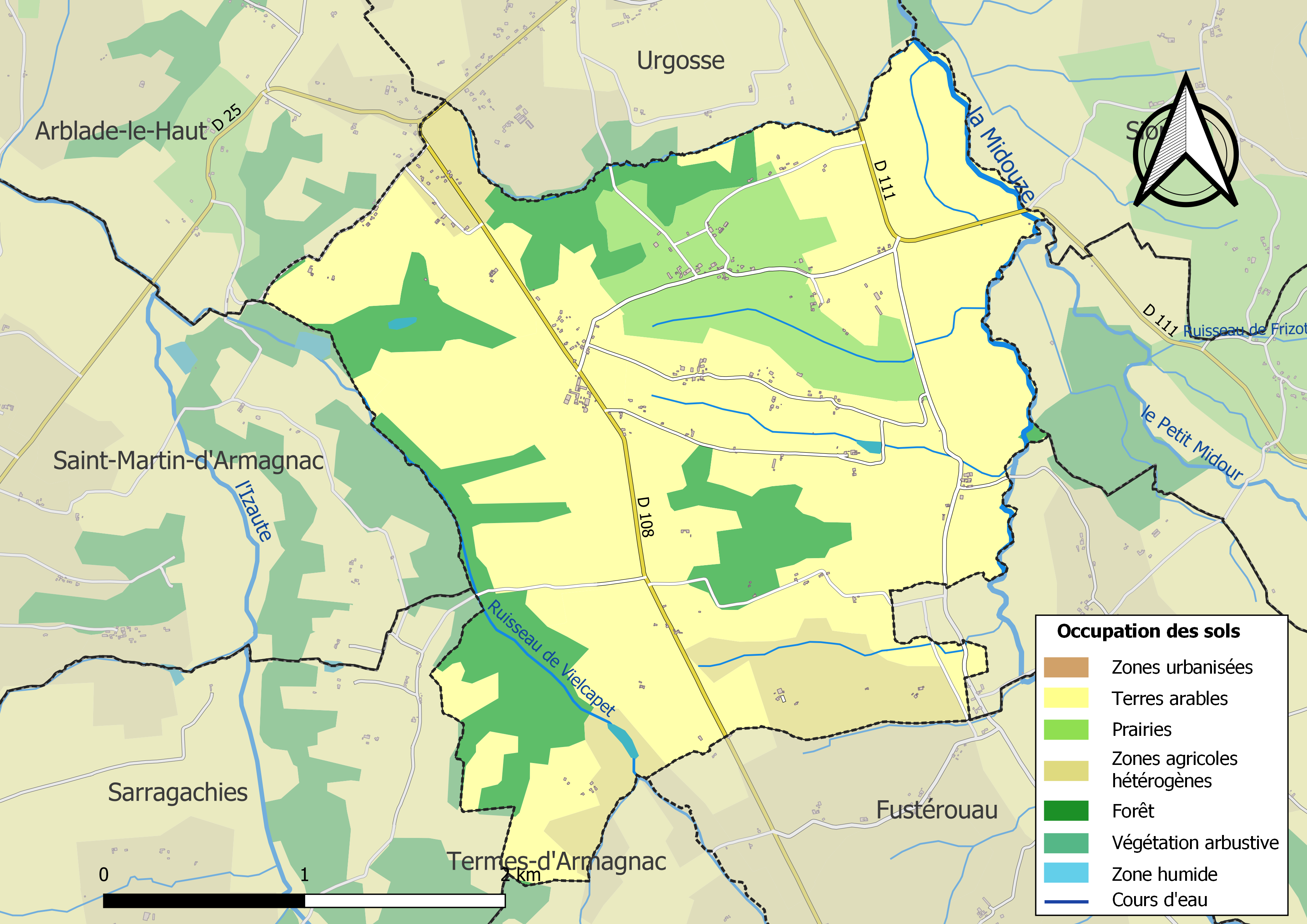
Carte des infrastructures et de l'occupation des sols de la commune en 2018 (CLC).

### Risques majeurs
Le territoire de la commune de Sorbets est vulnérable à différents aléas naturels : météorologiques (tempête, orage, neige, grand froid, canicule ou sécheresse) et séisme (sismicité faible). Un site publié par le BRGM permet d'évaluer simplement et rapidement les risques d'un bien localisé soit par son adresse soit par le numéro de sa parcelle.

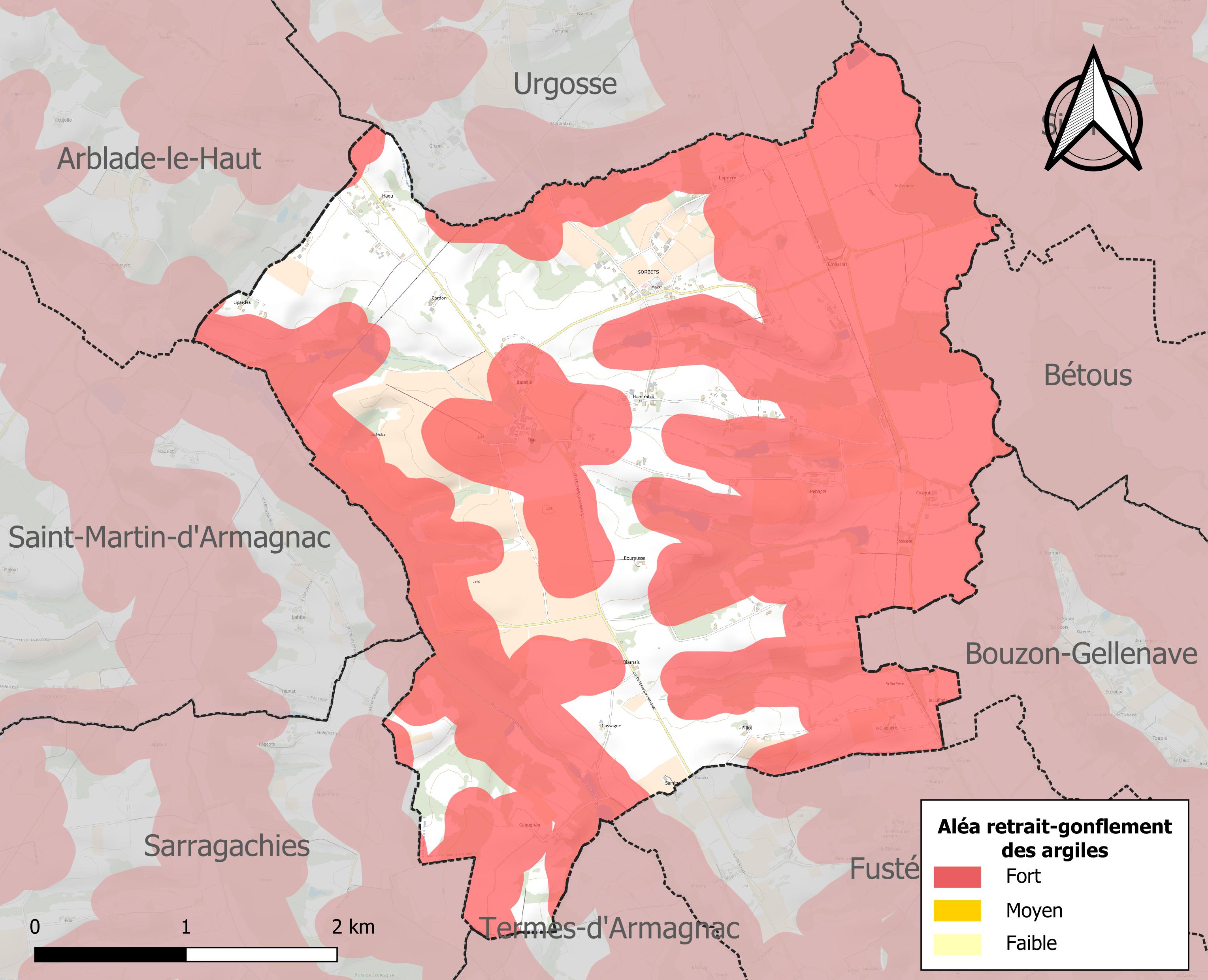
Carte des zones d'aléa retrait-gonflement des sols argileux de Sorbets.

Le retrait-gonflement des sols argileux est susceptible d'engendrer des dommages importants aux bâtiments en cas d’alternance de périodes de sécheresse et de pluie. 70,3 % de la superficie communale est en aléa moyen ou fort (94,5 % au niveau départemental et 48,5 % au niveau national). Sur les 116 bâtiments dénombrés sur la commune en 2019, 53 sont en aléa moyen ou fort, soit 46 %, à comparer aux 93 % au niveau départemental et 54 % au niveau national. Une cartographie de l'exposition du territoire national au retrait gonflement des sols argileux est disponible sur le site du BRGM,.
Par ailleurs, afin de mieux appréhender le risque d’affaissement de terrain, l'inventaire national des cavités souterraines permet de localiser celles situées sur la commune.
La commune a été reconnue en état de catastrophe naturelle au titre des dommages causés par les inondations et coulées de boue survenues en 1999 et 2009. Concernant les mouvements de terrains, la commune a été reconnue en état de catastrophe naturelle au titre des dommages causés par la sécheresse en 1996 et par des mouvements de terrain en 1999.

## Politique et administration

### Liste des maires

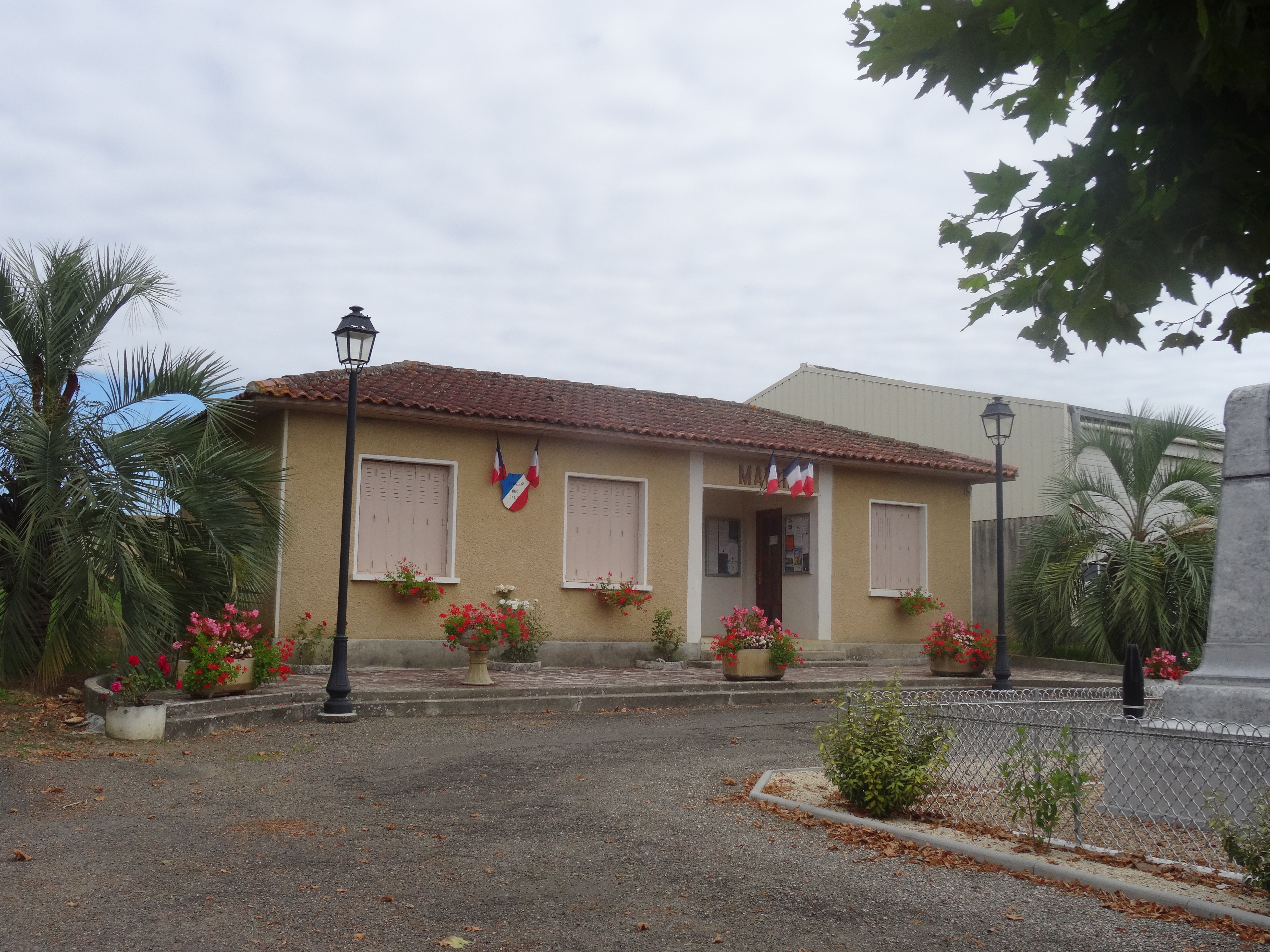
Mairie de Sorbets.

| Période                                  | Période  | Identité         | Étiquette | Qualité     |
| ---------------------------------------- | -------- | ---------------- | --------- | ----------- |
|                                          |          | Joseph Noulens   |           |             |
| mars 2001                                | 2008     | Madeleine Gaspin |           |             |
| mars 2008                                | En cours | Laurent Lamothe  | SE        | Agriculteur |
| Les données manquantes sont à compléter. |          |                  |           |             |

## Population et société

### Démographie
L'évolution du nombre d'habitants est connue à travers les recensements de la population effectués dans la commune depuis 1793. Pour les communes de moins de 10 000 habitants, une enquête de recensement portant sur toute la population est réalisée tous les cinq ans, les populations de référence des années intermédiaires étant quant à elles estimées par interpolation ou extrapolation. Pour la commune, le premier recensement exhaustif entrant dans le cadre du nouveau dispositif a été réalisé en 2006.

En 2022, la commune comptait 201 habitants, en évolution de −9,87 % par rapport à 2016 (Gers : +1,04 %, France hors Mayotte : +2,11 %).
| 1793 | 1800 | 1806 | 1821 | 1831 | 1841 | 1846 | 1851 | 1856 |
| ---- | ---- | ---- | ---- | ---- | ---- | ---- | ---- | ---- |
| 70   | 96   | 116  | 116  | 102  | 409  | 434  | 428  | 440  |

| 1861 | 1866 | 1872 | 1876 | 1881 | 1886 | 1891 | 1896 | 1901 |
| ---- | ---- | ---- | ---- | ---- | ---- | ---- | ---- | ---- |
| 422  | 426  | 393  | 375  | 357  | 348  | 370  | 375  | 378  |

| 1906 | 1911 | 1921 | 1926 | 1931 | 1936 | 1946 | 1954 | 1962 |
| ---- | ---- | ---- | ---- | ---- | ---- | ---- | ---- | ---- |
| 364  | 339  | 294  | 302  | 311  | 247  | 267  | 226  | 237  |

| 1968 | 1975 | 1982 | 1990 | 1999 | 2006 | 2011 | 2016 | 2021 |
| ---- | ---- | ---- | ---- | ---- | ---- | ---- | ---- | ---- |
| 224  | 238  | 191  | 203  | 194  | 223  | 201  | 223  | 210  |

| 2022 | - | - | - | - | - | - | - | - |
| ---- | - | - | - | - | - | - | - | - |
| 201  | - | - | - | - | - | - | - | - |

## Économie

### Revenus
En 2018  (données Insee publiées en septembre 2021), la commune compte 98 ménages fiscaux, regroupant 223 personnes. La médiane du revenu disponible par unité de consommation est de 19 540 € (20 820 € dans le département).

### Emploi
|                | 2008  | 2013  | 2018  |
| -------------- | ----- | ----- | ----- |
| Commune        | 9,6 % | 3,4 % | 7,9 % |
| Département    | 6,1 % | 7,5 % | 8,2 % |
| France entière | 8,3 % | 10 %  | 10 %  |

En 2018, la population âgée de 15 à 64 ans s'élève à 128 personnes, parmi lesquelles on compte 74,6 % d'actifs (66,7 % ayant un emploi et 7,9 % de chômeurs) et 25,4 % d'inactifs,. En  2018, le taux de chômage communal (au sens du recensement) des 15-64 ans est inférieur à celui de la France et du département, alors qu'en 2008 la situation était inverse.
La commune fait partie de la couronne de l'aire d'attraction de Nogaro, du fait qu'au moins 15 % des actifs travaillent dans le pôle,. Elle compte 40 emplois en 2018, contre 39 en 2013 et 54 en 2008. Le nombre d'actifs ayant un emploi résidant dans la commune est de 88, soit un indicateur de concentration d'emploi de 45,9 % et un taux d'activité parmi les 15 ans ou plus de 50,3 %.
Sur ces 88 actifs de 15 ans ou plus ayant un emploi, 18 travaillent dans la commune, soit 21 % des habitants. Pour se rendre au travail, 89,5 % des habitants utilisent un véhicule personnel ou de fonction à quatre roues, 1,2 % les transports en commun, 1,2 % s'y rendent en deux-roues, à vélo ou à pied et 8,1 % n'ont pas besoin de transport (travail au domicile).

### Activités hors agriculture
8 établissements sont implantés  à Sorbets au 31 décembre 2019.
Le secteur du commerce de gros et de détail, des transports, de l'hébergement et de la restauration est prépondérant sur la commune puisqu'il représente 50 % du nombre total d'établissements de la commune (4 sur les 8 entreprises implantées  à Sorbets), contre 27,7 % au niveau départemental.

### Agriculture
La commune est dans le Bas-Armagnac, une petite région agricole occupant une partie ouest du département du Gers. En 2020, l'orientation technico-économique de l'agriculture  sur la commune est la polyculture et/ou le polyélevage.
|               | 1988 | 2000 | 2010 | 2020 |
| ------------- | ---- | ---- | ---- | ---- |
| Exploitations | 28   | 18   | 17   | 16   |
| SAU (ha)      | 618  | 682  | 768  | 818  |

Le nombre d'exploitations agricoles en activité et ayant leur siège dans la commune est passé de 28 lors du recensement agricole de 1988  à 18 en 2000 puis à 17 en 2010 et enfin à 16 en 2020, soit une baisse de 43 % en 32 ans. Le même mouvement est observé à l'échelle du département qui a perdu pendant cette période 51 % de ses exploitations,. La surface agricole utilisée sur la commune a quant à elle augmenté, passant de 618 ha en 1988 à 818 ha en 2020. Parallèlement la surface agricole utilisée moyenne par exploitation a augmenté, passant de 22 à 51 ha.

## Culture locale et patrimoine

### Lieux et monuments
- Le château de Laubade

Le château de Laubade fut bâti en 1870. Il est devenu la première propriété d'Armagnac avec ses bâtiments d'exploitation et un domaine couvrant 270 hectares dont 105 hectares de vignes d’un seul tenant.
Joseph Noulens est le véritable « fondateur » de la propriété qu'il avait acquis par mariage et dont il a fait reconstruire le château en 1902. Il se présente sous la forme d'une immense villa dont l'architecture ressemble à celles de Deauville ou d'Arcachon. Certains éléments de décor sont inspirés de la maison du directeur de la Tuilerie de Nogaro. Homme d'État français, Joseph Noulens a été ambassadeur de France à Petrograd (Saint-Pétersbourg) pendant la révolution russe de 1917, Ministre de la Guerre, des Finances et de l'Agriculture dans le gouvernement de Georges Clemenceau. Il a contribué à la renommée de la propriété, faisant du château de Laubade une ferme pilote en termes d'agronomie, d'élaboration des eaux-de-vie, de recherche scientifique et de rayonnement en France. La famille Lesgourgues est propriétaire du château depuis 1974. Elle lui a redonné ses lettres de noblesse et a fait de la propriété un acteur de la production d'armagnac de qualité. En 2010, le château de Laubade a célébré ses 140 ans, par une cérémonie au château suivie d'un dîner gastronomique dans ses chais, concocté par Alain Dutournier, chef doublement étoilé du Carré des Feuillants à Paris,,,.
- Église Notre-Dame de l'Assomption

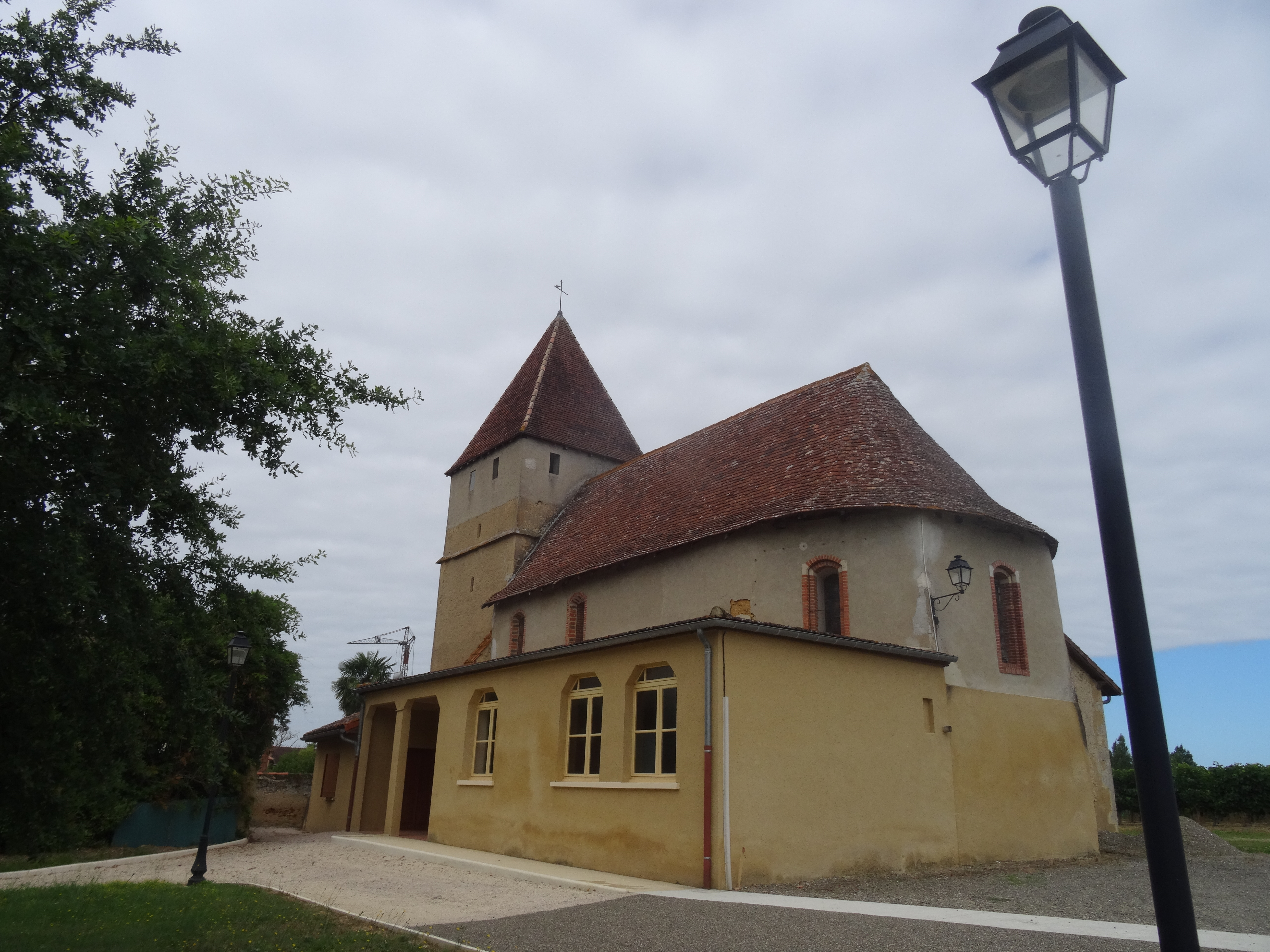
Église Notre-Dame de l'Assomption.

L'édifice d'origine, sans doute construit en briques plates et pierres, a subi au fil du temps de multiples remaniements. Le chevet est semi-circulaire, couvert d'un toit très pentu et éclairé par trois petites ouvertures. Le clocher, massif, est couvert d'un toit à quatre pentes et percé seulement de toutes petites ouvertures, de type meurtrières.
Une nef éclairée par trois fenêtres en anse de panier a été ajoutée aux XVIe et XVIIe siècles sur le bas-côté nord. Plus récemment, au début du XXe siècle, un bâtiment d'un étage, percé de trois fenêtres à pans coupés et surmonté d'une terrasse, est venu compléter le côté sud. Le cimetière communal est accolé à l'église.

### Personnalités liées à la commune
- Paul Destieux-Junca (1855-1932) : homme politique, y est décédé.
- Joseph Noulens (1864-1944), homme politique, y est décédé.
- Jeanne Paquin (1869-1936), grande couturière, y est enterrée.